# Charles Tupper
Charles Tupper (2. července 1821, Amherst – 30. října 1915, Bexleyheath) byl kanadský politik, šestý premiér Kanady (od 1. května do 8. července 1896). Je jediným lékařem, který kdy zastával tento úřad. Jeho 68denní funkční období je nejkratší v kanadské historii. Zastával řadu dalších vládních funkcí: ministr financí (1872–1873, 1887–1888), ministr cel (1873), ministr veřejných prací (1878–1879), ministr dopravy (1879–1884). Jako premiér Nového Skotska (1864–1867) ho přivedl do konfederace, a patří tak k 36 kanadským "otcům Konfederace". Byl představitelem Konzervativní strany, jejímž byl v letech 1896–1901 předsedou.

## Život
Vystudoval medicínu na Lékařské fakultě Edinburské univerzity. Absolvoval v roce 1843. I během své politické kariéry pravidelně léčil. V letech 1867–1870 byl prezidentem Kanadské lékařské asociace.
Do politiky Nového Skotska vstoupil v roce 1855 jako chráněnec Jamese Williama Johnstona. Během Johnstonova působení ve funkci premiéra Nového Skotska v letech 1857–1859 a 1863–1864 působil Tupper jako jeho tajemník. Tupper nahradil Johnstona ve funkci premiéra v roce 1864. Založil v Novém Skotsku veřejné školství a rozšířil železniční síť s cílem podpořit průmysl.
V roce 1860 Tupper podporoval unii všech kolonií britské Severní Ameriky. Věřil, že okamžité spojení všech kolonií je nemožné, a proto roku 1864 navrhl aspoň námořní unii. Kvůli jejímu prosazení jel na konferenci v Charlottetownu, která se stala první ze tří konferencí, díky nimž nakonec vznikla Kanadská konfederace. Tupper také zastupoval Nové Skotsko na dalších dvou těchto konferencích, v Québecu (1864) a v Londýně (1866). Je tak jedním z jedenácti lidí, kteří se zúčastnili všech tří zakladatelských konferencí. Svedl navíc těžký boj v Novém Skotsku při prosazování jeho přistoupení ke konfederaci.
Po jejím vzniku zahájil kariéru ve federální politice. Zastával několik vládních funkcí pod premiérem Johnem A. Macdonaldem. Zpočátku byl připravován jako Macdonaldův nástupce, ale s Macdonaldem se nepohodl a na počátku 80. let 19. století ho požádal, aby ho jmenoval kanadským vysokým komisařem v Británii. Tupper převzal tuto funkci v Londýně v roce 1883 a zůstal vysokým komisařem až do roku 1895, ačkoli v letech 1887–1888 působil znovu jako ministr financí, aniž by se úřadu vysokého komisaře vzdal.
V roce 1895 se vláda Mackenzieho Bowella zmítala v krizi kvůli otázce manitobských škol (manitobská provinční vláda zrušila financování všech církevních škol). V důsledku toho několik vedoucích členů Konzervativní strany požadovalo návrat Tuppera do vlády. Tupper toto pozvání přijal a rychle se stal v kabinetu ústřední osobností. Když premiér Bowell tuto skutečnost pochopil, uvolnil mu premiérský post. Avšak těsně předtím, než Tupper složil premiérskou přísahu, byly vyhlášeny federální volby. Jeho strana v nich prohrála s liberály Wilfrida Lauriera, takže se Tupper musel vedení kabinetu rekordně rychle vzdát. Sloužil pak jako vůdce opozice od července 1896 až do své rezignace v únoru 1901, jen několik měsíců po své druhé porážce ve volbách v roce 1900.
Vrátil se pak do Londýna, kde žil až do své smrti v roce 1915. V době své smrti byl posledním žijícím otcem Konfederace. Byl pohřben v Halifaxu v Novém Skotsku.